# سيلفيو ويل
سيلفيو ويل (بالألمانية: Silvio Wille)‏ هو متزحلق جبال الألب ليختنشتاني، ولد في 16 مايو 1966.

## وصلات خارجية
- سيلفيو ويل على موقع أوليمبيديا (الإنجليزية)